# Castel Madama
Castel Madama település Olaszországban, Lazio régióban, Róma megyében. Lakosainak száma 7069 fő (2023. január 1.). Castel Madama Ciciliano, Sambuci, San Gregorio da Sassola, San Polo dei Cavalieri, Tivoli és Vicovaro községekkel határos.

## Népesség
A település lakossága az elmúlt években az alábbi módon változott:
| Lakosok száma | 7422 | 7328 | 7069 |
|               | 2017 | 2018 | 2023 |